# Juan de Horozco y Covarrubias

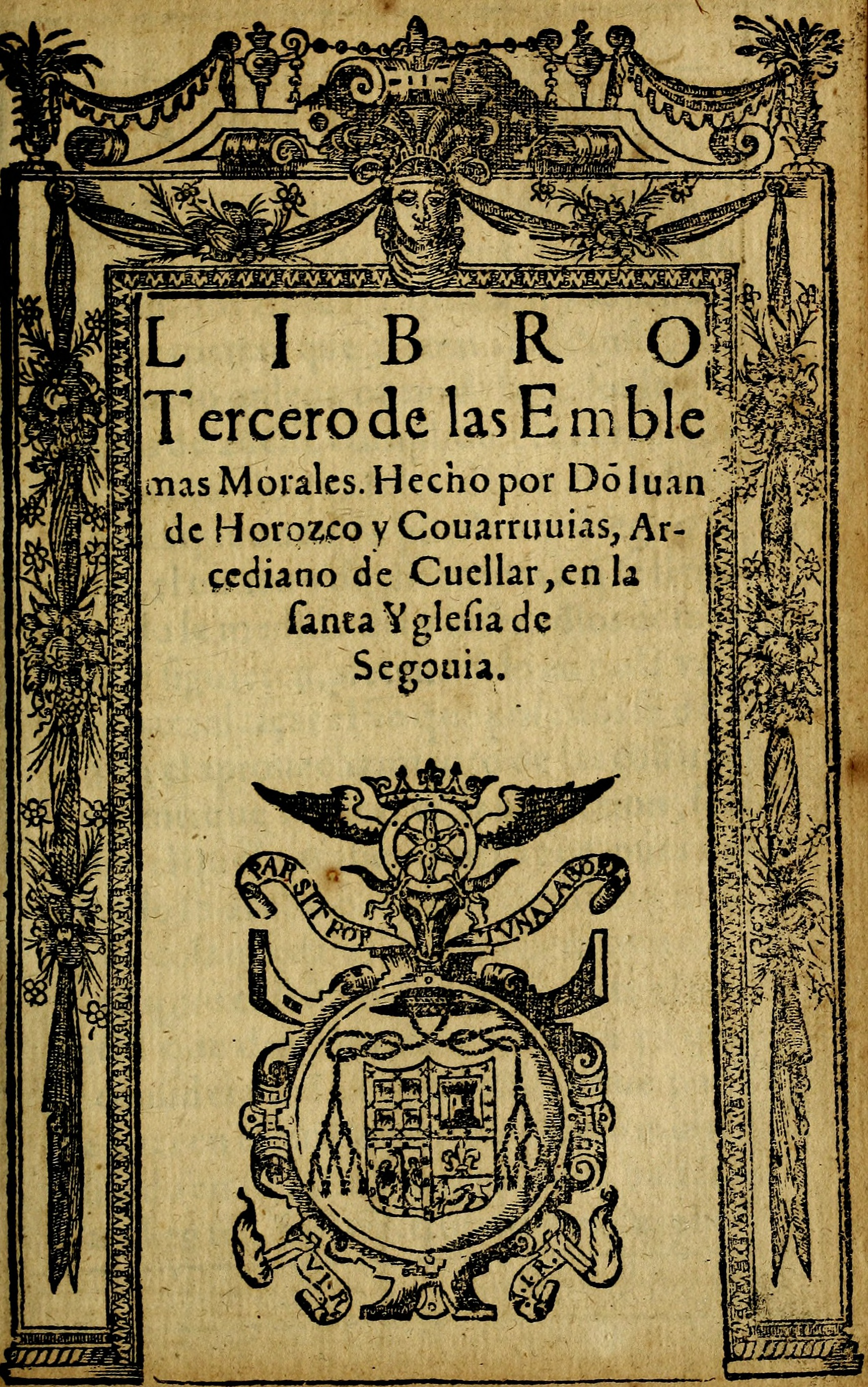
Los Emblemas morales de Juan de Horozco y Covarrubias.

Juan Nicolás de Horozco y Covarrubias (Toledo, ¿1540? – Guadix, 1610) fue un escritor español, sobrino del arquitecto Alonso de Covarrubias, hermano del también moralista Sebastián de Covarrubias y obispo de Agrigento (Sicilia) y Guadix.

## Biografía
Su padre fue el humanista de origen judeoconverso Sebastián de Horozco. Por su nacimiento y educación estuvo en el más selecto grupo intelectual toledano del siglo XVI y pudo acceder a las nutridas bibliotecas humanísticas de su padre y su tío, que surten las citas de sus obras. Se doctoró en Teología y fue nombrado canónigo de Segovia (de donde era obispo su tío Diego de Covarrubias) y arcediano de Cuéllar. Fue también prior del cabildo y apoyó al convento de San José de carmelitas descalzas de Segovia tras su fundación por la propia Teresa de Jesús el día de San José (19 de marzo de 1574).
Por entonces San Juan de la Cruz fue su director espiritual durante el tiempo que el santo vivió en Segovia y Horozco correspondió colaborando en la fundación del convento de los Descalzos de Segovia, que durante su periodo inicial tuvo por centro su propia casa. 
Publicó la primera colección de emblemas impresa en España (Emblemas morales, Segovia: Juan de la Cuesta, 1589), dedicada a su tío Diego de Covarrubias y Leiva, uno de los más sabios teólogos y humanistas del momento y que desempeñó cargos eclesiásticos y políticos relevantes. Desde 1594 fue obispo de Agrigento (Sicilia), lo que aprovechó para traducir sus emblemas al latín y publicarlos allí mandando crear allí por primera vez una imprenta (Emblemata Moralia Libri III, ex hispana lingua latino carmine redditi, a Sebastiano Bagolino, Agrigenti, 1601). Su labor fue muy fructífera: reconstruyó la catedral desmoronada años antes, fundó un seminario según los dictados del Concilio de Trento, trajo a los Jesuitas a la diócesis y mantuvo buenas relaciones con sus amigos carmelitas, de manera que, al aprovechar el paso accidental del padre Jerónimo Gracián que había sido director espiritual de Santa Teresa– por Sicilia, fundara un convento de Carmelitas del que le hizo cabeza. En cuanto a la primera imprenta que hubo en Agrigento, de ella sacó, entre otras obras, una versión latina, considerablemente ampliada, de sus propios Emblemas morales. Esto le causó envidias y, tras resolver en Roma las acusaciones que contra él se habían formulado, de que dio cuenta Ángel González Palencia, y que se complementan con los descubrimientos recientes de Rafael Zafra, fue nombrado obispo de Guadix. Estas acusaciones se resumen en que el barón Di Raffadali y dos canónigos parientes de él le acusaron ante la Inquisición de Roma de haber terminado con algunos privilegios impropios de todos ellos en la Iglesia de Agrigento; además, la reforma del cabildo y la reducción de su autoridad le había atraído no pocos pleitos con los clérigos capitulares; por último la versión latina de un libro suyo (quizás, según Rafael Zafra, el desaparecido Empresas Sacras, Agrigento ¿1597?) contenía acusaciones maliciosas contra el Barón; esta acusación se sostuvo además a través de libelos infamantes; la Inquisición ordenó al obispo de Palermo secuestrar el libro y quemarlo ante los propios ojos de Horozco, y así se hizo. En 1603 vuelve a Roma y permanece muy enfermo casi toda su estancia; ya no volverá a Agrigento y viajará a la Corte, entonces (1604) en Valladolid. Allí le escribe al rey lo mal que lo ha pasado entre los sicilianos, incluso padeciendo un intento de asesinato:

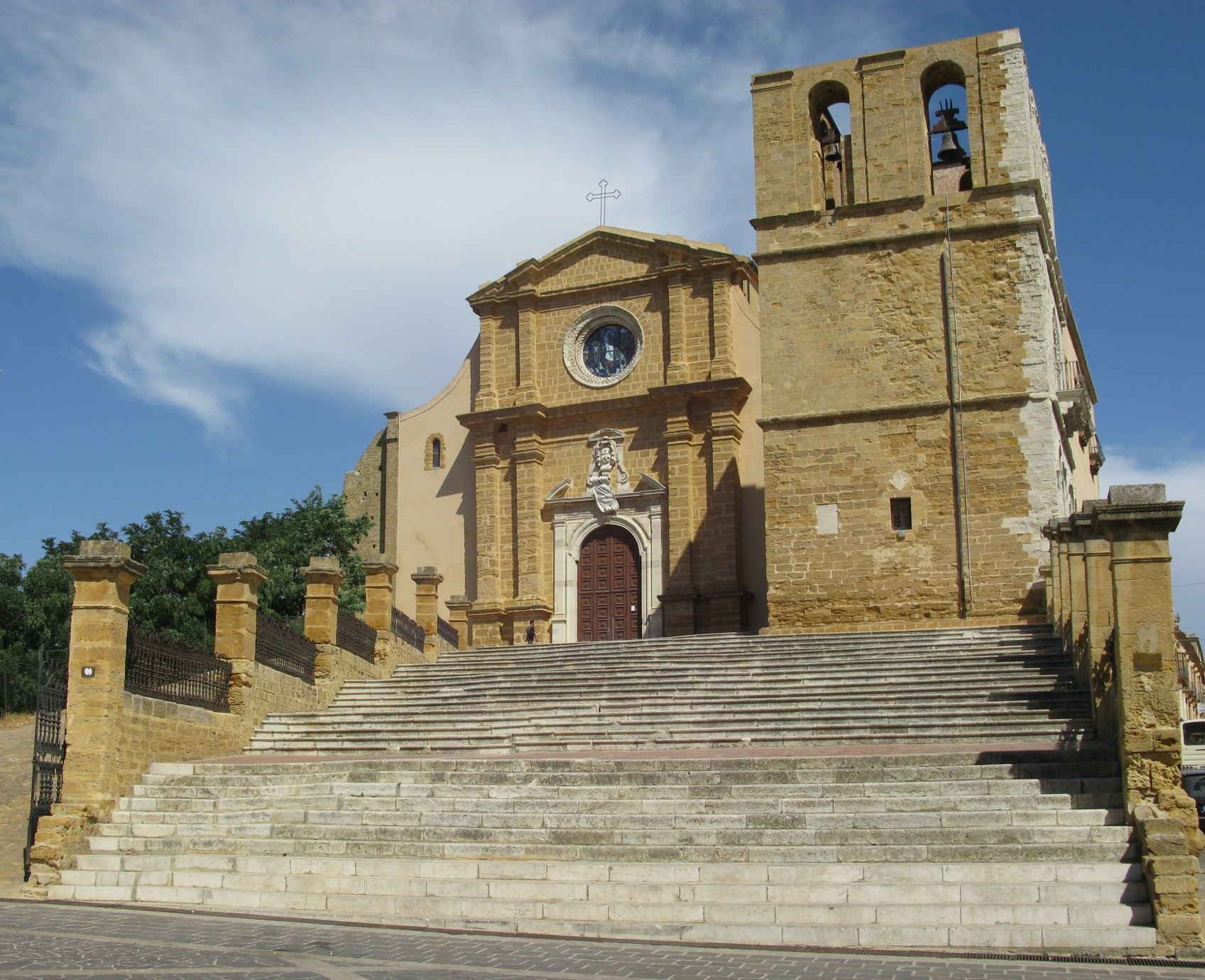
Catedral de San Gerlando en Agrigento

Ha estado padeciendo grandes trabajos por tratarse de gente áspera e incorregible. Y que, por haberse ofrecido corregir muchos y hacer justicia, le cobraron tanto odio que se determinaron perseguirle en Roma con testimonios falsos. Y, no saliendo con su intento, pretendieron matarle y lo pusieron por obra, aunque fue Dios servido o tuviese efecto, y que ejecutasen su ira en matarle un mayordomo y dos vicarios. Y que constándole de todo esto a la Santidad de Clemente VIII.º, le dio licencia para venir a España (Ángel González Palencia, op. cit., nota 60).
Las ediciones en español de los Emblemas morales de Horozco constan de tres libros, uno teórico y dos prácticos:
- El primero, a modo de introducción, ofrece un completo tratado en treinta y cinco capítulos sobre la emblemática: orígenes, componentes, sus relaciones con el jeroglífico, con la heráldica, las empresas... Demuestra conocer a los tratadistas italianos del Renacimiento, en especial Paolo Giovio, y quizá también a los franceses. Esta introducción la exigía la novedad de la obra, primera escrita en español en este campo.
- El segundo consta de 50 emblemas con sus respectivos comentarios, sin estructura visible.
- El tercero recoge otros 50 también en iguales condiciones.

La traducción latina de 1601 los amplía a seis (150 emblemas más, hasta un total de 250) y es en realidad obra distinta; la estructura también cambia (pictura o grabado, a veces un mote, un epigrama castellano y otro latino equivalente escrito por el pintor, poeta y músico Sebastiano Bagolino (1562-1604), así como un comentario latino de extensión muy inferior a los de las ediciones segovianas. 
Horozco no se muestra original ni era su intención: es esencialmente un imitador que recopila datos y procura adaptarlos con el fin de obtener "algunas reglas y avisos morales para el común aprovechamiento de todos". Sus consejos y advertencias tratan sobre cómo salvar el alma, de manera didáctica. Su pensamiento, de tradición estoica, es tributario de Séneca. Hace apología de la virtus y de la paciencia ante la adversidad, templanza en los placeres e indiferencia hacia los bienes terrenos. Logra conjuntar todos los elementos del emblema armoniosamente en una misma función moralizadora, pero es más erudito que creador y, como conjunta materiales muy diversos, su obra asemeja mucho a una miscelánea o florilegio, muy útil para predicadores, con el estímulo de la imagen visual y una rica representación de lugares de la Sagrada Escritura, patrística, filósofos, poetas y autores clásicos y modernos.
En cuanto a sus demás obras, se han perdido dos que Nicolás Antonio no alcanzó a ver: Origen y principio de las letras, Arte de la memoria y, según Zafra, Empresas Sacras (Agrigento  ¿1597?), el libro quemado por el obispo de Palermo. Pero enseguida imprimió otra colección de 100 emblemas, Symbola sacra, Agrigento, 1601, a menudo confundido con los Emblemata Moralia; es bilingüe, con epigramas en latín y en castellano y comentarios solo en latín; quedan tres ejemplares en España y contiene la innovación de emplear tercetillos de arte menor para los epigramas, mientras que anteriormente usaba en sus Emblemas morales formas métricas italianas (81 octavas y 19 sonetos). Este libro, de corta tirada, ejerció, sin embargo, algún influjo en la emblemática posterior de su hermano Sebastián y en la de Marco Antonio Ortí Siglo cuarto de la conquista de Valencia (1640).

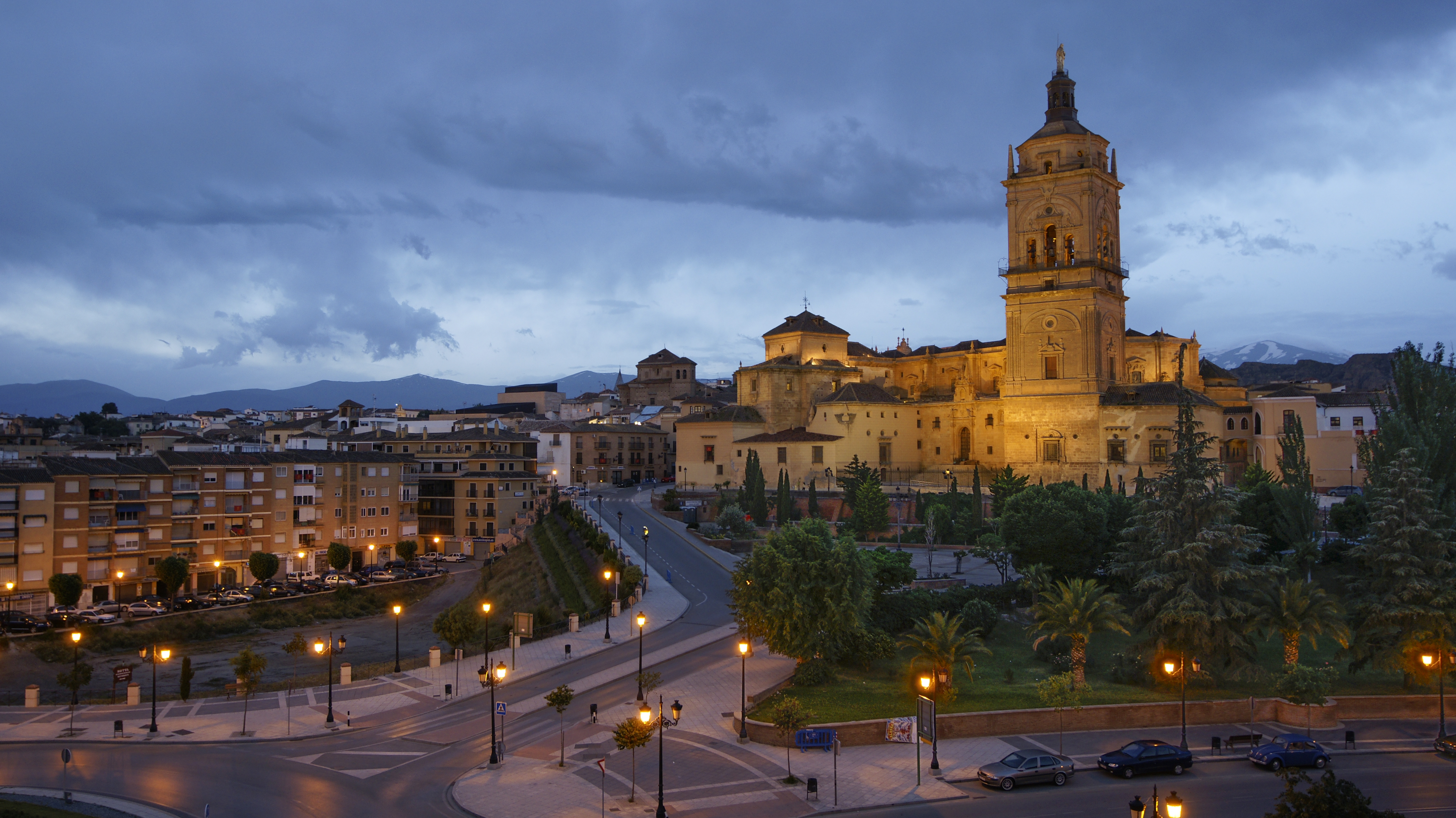
Vista de la Catedral de la Encarnación, en la ciudad de Guadix.

En cuanto a su último libro conocido, Doctrina de príncipes enseñada por el santo Job (Valladolid, Juan de Herrera, 1605), es un espejo de príncipes que se funda en el capítulo XIX del Libro de Job y se dirige directamente al Rey Felipe III, con la intención de servirle de guía en su gobierno; estaba autorizado para ello, ya que formaba parte de su Consejo Real de Castilla, como sus propios tíos Diego y Antonio, este último presidente; en ese mismo momento su cuñado Diego Alarcón era uno de sus oidores. 
Pero entonces le nombraron obispo de Guadix. Restauró el palacio episcopal, donó varias reliquias, una de ellas de Santa Teresa. Fundó un convento de Franciscanos Recoletos en Baza y volvió a apoyar a la Compañía de Jesús dando a su Colegio de San Torcuato su Biblioteca y otros bienes. El 20 de mayo de 1609 remitió al general de la Orden del Carmelo una carta en que cuenta toda la relación que tuvo con Santa Teresa; es su último escrito importante, que permaneció inédito ciento cincuenta años. Murió en 1610.

## Obras
- De la verdadera y falsa profecía, Segovia: Juan de la Cuesta, 1588.
- Emblemas morales, Segovia: Juan de la Cuesta, 1589; tuvo dos nuevas ediciones en Segovia (1591) y Zaragoza (1603-4), y una traducción al latín por el propio autor muy importante, porque a diferencia de las anteriores, que tienen algunas correcciones, fue ampliada, en Agrigento, con tres libros más (Emblemata Moralia Libri III, ex hispana lingua latino carmine redditi, a Sebastiano Bagolino, Agrigenti, 1601).
- Paradojas cristianas contra las falsas opiniones del mundo Segovia: Marcos Ortega, 1592.
- Symbola sacra, Agrigento, 1601
- Emblemata Moralia Libri III, ex hispana lingua latino carmine redditi, a Sebastiano Bagolino, Agrigenti, 1601.
- Doctrina de príncipes enseñada por el Santo Job, Valladolid: Juan de Herrera, 1605 1605.
- Carta del obispo de Guadix y Baza don Juan de Orozco y Covarrubias de Leyva al padre Fray Alonso de Jesús Maria, General de la Orden del Carmelo. Desde Guadix a 20 de mayo de 1609 (da informaciones inéditas sobre su relación con Santa Teresa)